# Paola Bernardi
Paola Bernardi (Vicenza (Vèneto), 21 de maig de 1930 - Roma (Laci), 11 de desembre de 1999), va ser una musicòloga, clavicembalista, concertista i professora de clavicèmbal italiana.

## Biografia
Nascuda a Vicenza l'any 1930, va estudiar piano amb Carlo Vidusso i, sota la seva direcció, va obtenir un diploma de piano al Conservatori de Milà ben jove, amb les millors notes. El curs 1952-1953 va assistir al curs de música de conjunt de Guido Agosti a l'"Accademia Nazionale di Santa Cecilia". El 28 de juny de 1957 va obtenir un diploma en música coral i direcció coral pel Conservatori de Roma.
L'any 1960 va ser, per primera vegada, membre de la comissió d'examen de qualificació i professor d'instituts d'ensenyament. Va estudiar clavicèmbal amb Ferruccio Vignanelli i, sota la seva direcció, es va graduar en instrument al Conservatori de Roma. El mateix any va iniciar la seva activitat concertística com a clavecinista a la formació "I Solisti di Roma", del qual va ser membre fins a l'any 1991. Des de 1963 fou professora en cursos d'actualització de professors d'Educació Musical i, al mateix any, va començar la seva col·laboració de Paola Bernardi a la Rai - Radiotelevisione Italiana amb converses, debats i taules rodones sobre problemes de l'educació musical i l'ensenyament musical.
Professora de clavicèmbal i didàctica de la música al Conservatori de Bolonya, també professor de clavicèmbal al Conservatori de l'Aquila, va fundar l'Associació de clavicèmbals de Bolonya (ACB). El 1972 va fundar el Grup d'Investigació i Experimentació Musical (GRSM) juntament amb Massimo Coen, Carlo Marinelli i Antonello Neri. El 1980 es va traslladar al Conservatori de Santa Cecília de Roma, on va impartir classes de clavicèmbal fins al 1997, any que es va jubilar després d'haver arribat al límit d'edat. El 2 de febrer de 1984 va fundar l'Institut de Recerca per al Teatre Musical (IRTEM) a Roma juntament amb Egisto Macchi, Carlo Marinelli i Ennio Morricone, del qual va ser membre del Comitè de Garants fins a la seva mort el 1999.

## Arxiu
El Fons Paola Bernardi, conservat a l'Institut de Recerca del Teatre Musical - IRTEM de Roma, conté documentació de 1950 a 1990.